# کمیته المپیک اردن
کمیته المپیک اردن (عربی: اللجنة الأولمبية الأردنية) یک سازمان ورزشی است که نماینده کشور اردن در کمیته بین‌المللی المپیک می‌باشد.
این سازمان که در سال ۱۹۵۷ تأسیس شده مسئول آماده‌سازی و اعزام ورزشکاران به بازی‌های المپیک، بازی‌های المپیک جوانان و بازی‌های آسیایی است.